# Энциклопедия современной Украины
Энциклопедия современной Украины (ЭСУ; укр. Енциклопедія сучасної України, ЕСУ) — первая общеукраинская энциклопедия. Планируется издать 30 томов, которые будут содержать более 100 тысяч статей, около 80 тысяч иллюстраций, а также цветные вкладыши. На январь 2021 года изданы 22 тома. Тираж — 10 000 экземпляров каждого тома. Издаётся с 2001 года.

## Про издание
Общеукраинская энциклопедия, которая представляет целостный образ современной Украины. ЭСУ продолжает традиции украинских энциклопедий, в частности Украинской общей энциклопедии, Энциклопедии украиноведения, Украинской советской энциклопедии; это источник знаний об Украине для всего мира.
ЭСУ издаёт значительный пласт статей-персоналий об известных представителях науки и искусства, актёрах, спортсменах, литераторах, политических, общественных, государственных деятелях. Творческий коллектив ЭСУ вводит в историческое и научное обращение информацию о многих малоизвестных украинцах, не упомянутых по идеологическим причинам, подавая уточнённые биографические данные. Большой блок статей в ЭСУ посвящён общим событиям, институциям, понятиям, научным направлениям, связанных с Украиной.
В ЭСУ приведены данные не только о гражданах Украины, но и об украинцах, ставщими известными в той или иной сфере эмигрантах. В Энциклопедии представлены статьи о зарубежных исследователях Украины, в ней помещены также статьи и об основных местах компактного проживания украинцев вне Украины. Энциклопедия содержит сведения о истории, институциях, изданиях, и известных представителях национальных меньшинствах Украины.
Содержание ЭСУ охватывает все регионы Украины, даёт объёмные статьи о городах Украины, районах и посёлках городского типа, в которых освещается история, природные условия, экономическое состояние, развитие промышленности и сельского хозяйства, подаются данные о научных и учебных учреждениях, заведениях культуры, религиозных общинах и известных уроженцах этих мест. В ЭСУ помещены статьи о всех государственных и большинстве негосударственных высших учебных заведениях, академических учреждениях, НИИ, о наиболее важных промышленных предприятиях различных форм собственности.
В ЭСУ размещено значительное количество иллюстративных материалов: карт, таблиц и других иллюстраций. Практически во всех статьях ЭСУ представлена наиболее важная библиография.
Среди авторов ЭСУ — ведущие специалисты Национальной академии наук Украины и отраслевых академий, научные сотрудники высшей школы, искусствоведы, краеведы, научные представители диаспоры и молодые авторы.
Поддержкой ЭСУ занимается Институт энциклопедических исследований НАН Украины, в составе которого имеется Отдел научно-исследовательской работы и научно-организационной поддержки Энциклопедии современной Украины.
В ЭСУ стала лауреатом Общенациональной программы «Человек года — 2002» в номинации «Культурный проект года».

## Тома
| Том | Название               | Год издания | Страниц | Число статей | Иллюстраций | Карт | ISBN                   |
| --- | ---------------------- | ----------- | ------- | ------------ | ----------- | ---- | ---------------------- |
| 1   | А                      | 2001        | 823     | 2732         | 1628        | 12   | ISBN 966-02-2075-8     |
| 2   | Б — Біо                | 2003        | 871     | 3644         | 3172        | 33   | ISBN 978-966-02-2681-0 |
| 3   | Біо — Бя               | 2004        | 695     | 3155         | 2640        | 19   | ISBN 978-966-02-2682-9 |
| 4   | В — Вог                | 2005        | 699     | 3015         | 2486        | 29   | 966-02-3354-X          |
| 5   | Вод — Гн               | 2006        | 727     | 3198         | 2642        | 20   | ISBN 978-966-02-3355-8 |
| 6   | Го — Гю                | 2006        | 711     | 3289         | 3230        | 14   | ISBN 978-966-02-3966-1 |
| 7   | Ґ — Ді                 | 2007        | 707     | 2645         | 2522        | 14   | ISBN 978-966-02-4457-3 |
| 8   | Дл — Дя + А — Ґ (доб.) | 2008        | 715     | 3063         | 3107        | 14   | ISBN 978-966-02-4458-0 |
| 9   | Е — Ж                  | 2009        | 711     | 2546         | 2216        | 10   | ISBN 978-966-02-5720-7 |
| 10  | З — Зор                | 2010        | 711     | 2759         | 2622        | 18   | ISBN 978-966-02-5721-4 |
| 11  | Зор — Как              | 2011        | 711     | 2576         | 2468        | 13   | ISBN 978-966-02-6092-4 |
| 12  | Кал — Киї              | 2012        | 711     | 2685         | 2649        | 16   | ISBN 978-966-02-6472-4 |
| 13  | Киї — Кок              | 2013        | 711     | 3032         | 3192        | 13   | ISBN 978-966-02-6814-2 |
| 14  | Кол — Кос              | 2014        | 768     | 3136         | 3037        | 14   | ISBN 978-966-02-7304-7 |
| 15  | Кот — Куз              | 2014        | 712     | 3177         | 3061        | 20   | ISBN 978-966-02-7305-4 |
| 16  | Куз — Лев              | 2016        | 711     | 3004         | 3078        | 5    | ISBN 978-966-02-7998-8 |
| 17  | Лег — Лощ              | 2016        | 711     | 2560         | 2622        | 9    | ISBN 978-966-02-7999-5 |
| 18  | Лт — Малицький         | 2017        | 711     | 2363         | 2677        | 12   | ISBN 978-966-02-8303-9 |
| 19  | Малиш — Медицина       | 2018        | 688     | 2355         | 2651        | 7    | ISBN 978-966-02-8345-9 |
| 20  | Медична — Мікоян       | 2018        | 688     | 2059         | 2315        | 11   | ISBN 978-966-02-8346-6 |
| 21  | Мікро — Моя            | 2019        | 712     |              |             |      | ISBN 978-966-02-9001-3 |
| 22  | Мр — На                | 2020        | 712     |              |             |      | ISBN 978-966-621-693-2 |
| 23  | Нг — Ня                | 2021        | 832     | 2665         | 3096        | 32   | ISBN 978-966-02-9624-4 |
| 24  | O                      | 2022        | 944     | 3000         | 2911        | 21   | ISBN 978-966-02-9960-3 |

## Главная редакционная коллегия
Дзюба И. М. (сопредседатель), Жуковский А. И. (сопредседатель), Романив О. Н. (сопредседатель), Железняк Н. Г. (ответственный секретарь), Баранецкий В. Н., Буркат В. П., Гамкало И. Д., Геец В. М., Головаха Е. И., Горбачёв Д. Е., Котляр С. П., Гродзинский Д. М., Исаевич Я. Д., Кульчицкий С. В., Курас И. Ф., Литвин В. М., Лисовой В. С., Макаренко Д. Е., Щерба В. М., Маринич А. М., Мельник Н. И., Мишанич А. В., Наулко В. И., Онищенко А. С., Патон Б. Е., Пилипенко В. В., Пыриг Л. А., Походенко В. Д., Сергиенко И. В., Шидловский А. К., Шпак А. П., Яцкив Я. С.

## Интернет ссылки
- Институт энциклопедических исследований НАН Украины (укр.)
- Энциклопедия современной Украины
- Гіржов Віктор. Енциклопедія сучасної України представлена в Москві // День. — 2007. — 19 січня.